# Clathria hallmanni
Clathria hallmanni är en svampdjursart som beskrevs av Hooper 1996. Clathria hallmanni ingår i släktet Clathria och familjen Microcionidae. Inga underarter finns listade i Catalogue of Life.